# Трашково
Трашково — деревня в Великолукском районе Псковской области России. Входит в состав сельского поселения «Лычёвская волость».
Расположена в 10 км к юго-востоку от центра города Великие Луки и в 1 км к востоку от деревни Макоедово.

## Население
Численность населения по оценке на 2000 год составляла 5 жителей, на 2010 год — 2 жителя.